# Hôtel des Alpes-Grand Hôtel

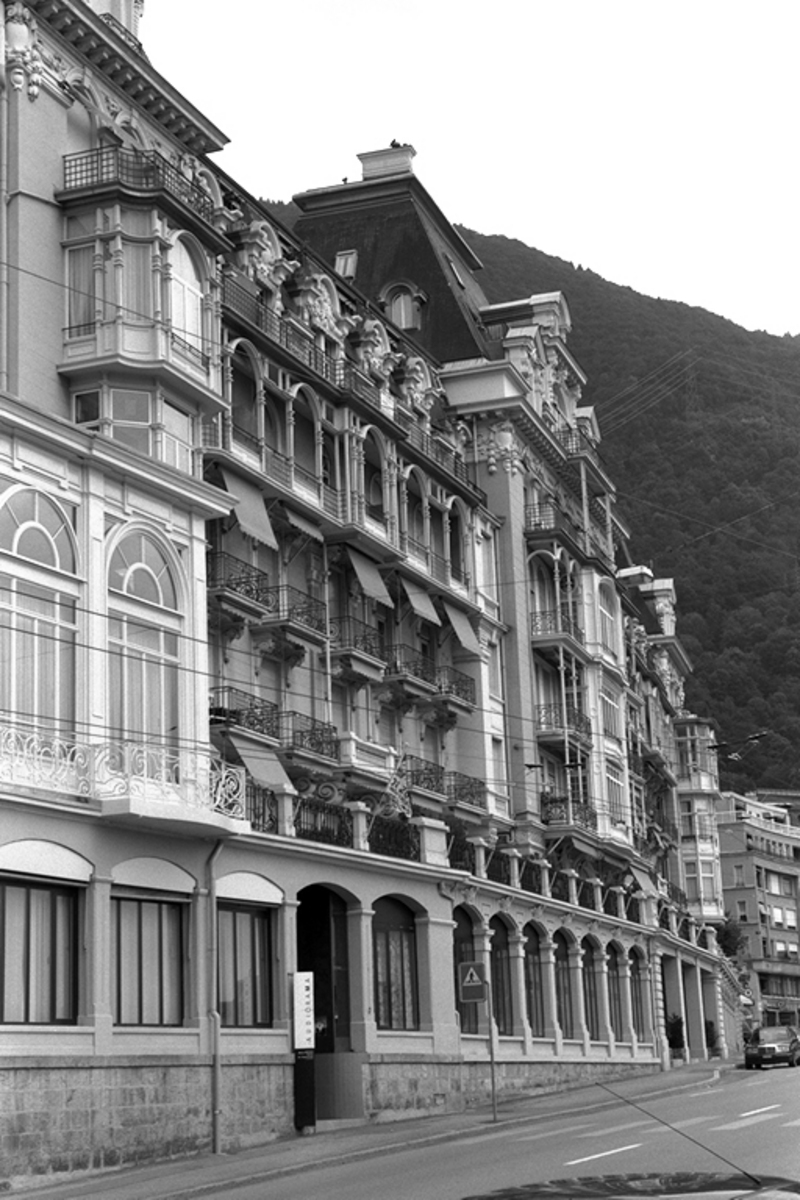
Seeseitige Fassade (2007)

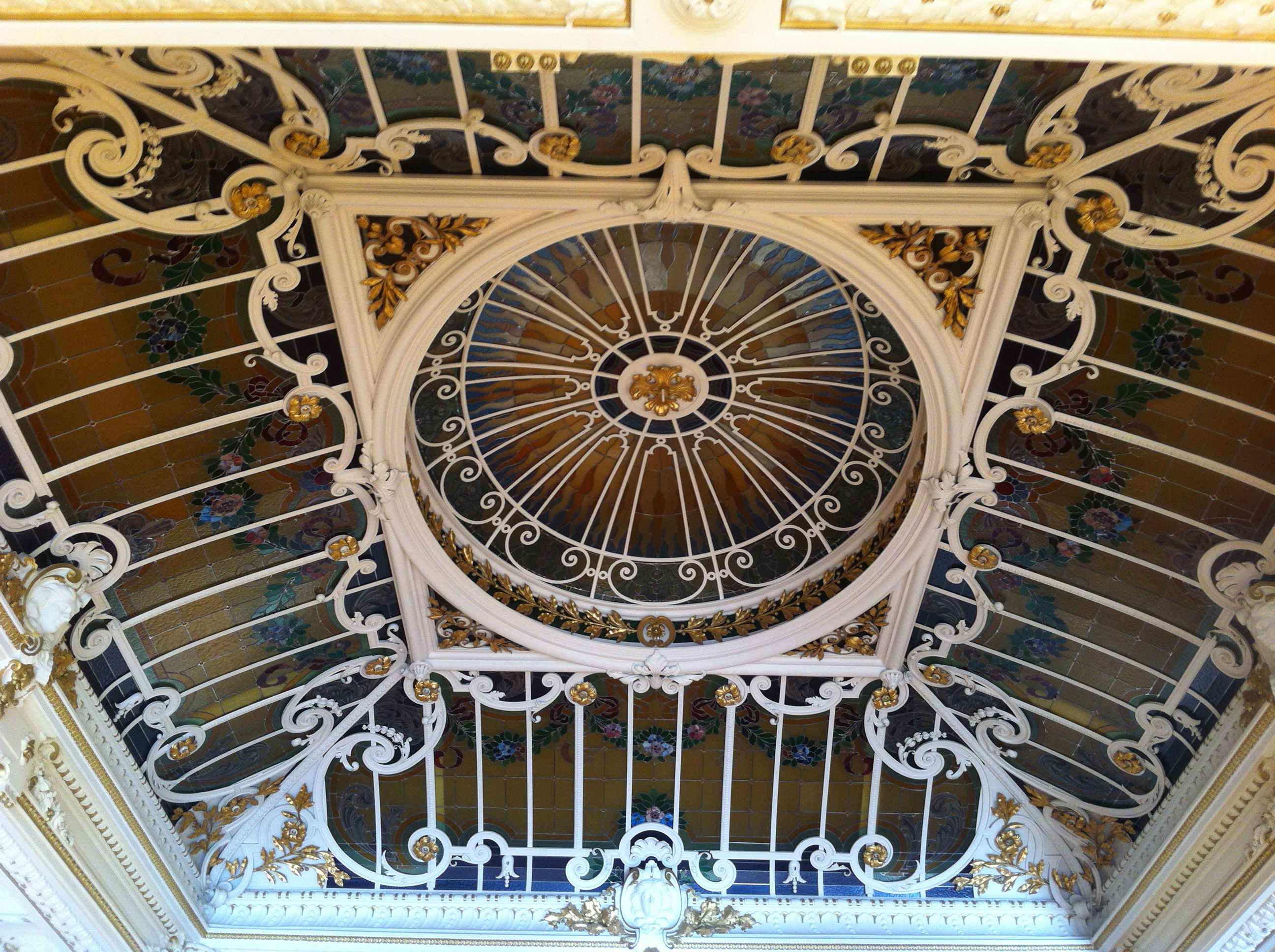
«Sisi-Saal» des Audioramas (2012)

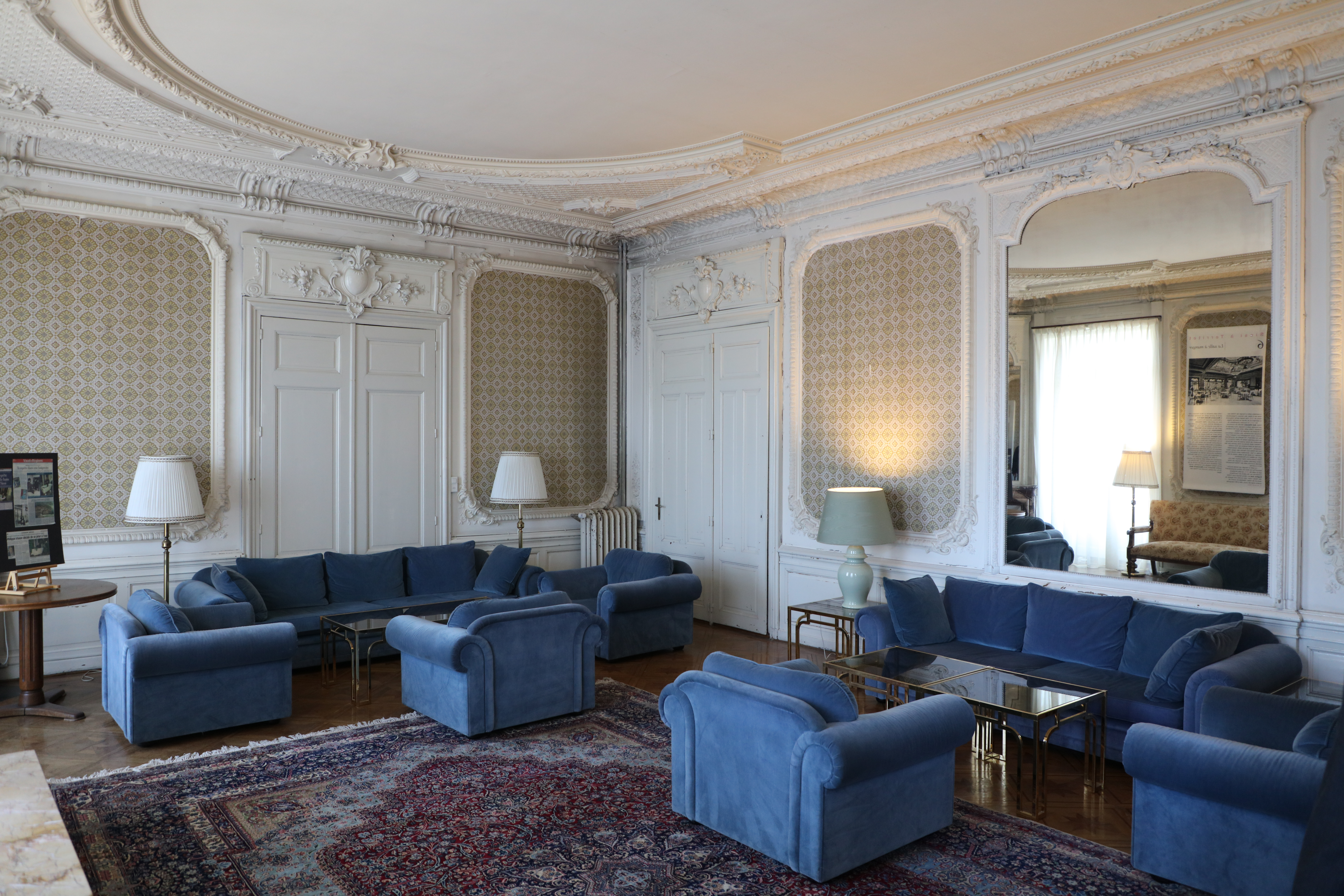
Salon, der von Elisabeth von Österreich-Ungarn genutzt wurde (2022)

Das Hôtel des Alpes-Grand Hôtel ist ein ehemaliges Hotel in Montreux-Territet, Schweiz. Es liegt oberhalb des Genfersees an der Avenue de Chillon südlich der Stationen von Eisen- und Bergbahn. Das Ensemble von Hôtel des Alpes und Grand Hôtel steht als Kulturgut von nationaler Bedeutung unter Denkmalschutz. Es beherbergte Kaiserin Elisabeth von Österreich-Ungarn und diente als Theater sowie als Museum «Audiorama».

## Geschichte
Das Hôtel des Alpes entstand um 1855 aus einem Gasthaus der 1840er Jahre. Seit 1861 bestand eine Bahnverbindung nach Montreux und Villeneuve. Ami Chessex gab 1877 dem Architekten Louis Henri Maillard den Auftrag zum Entwurf des benachbarten Grand Hôtels. Die beiden Hotels wurden später zu einem Baukörper verbunden. Die anglikanische Kirche St. John nördlich des Hotels wurde 1877 eingeweiht und bis 1897 wiederholt erweitert.
Kaiserin Elisabeth («Sisi») besuchte zwischen Februar 1893 und Herbst 1898 wiederholt das Hotel. Bei Spaziergängen lernte sie den höher gelegenen Kurort Caux kennen, in dem sie vor ihrer Ermordung gastierte.
Da das Hotel im Jahr 1971 nahezu leer stand, mietete sich im Dezember 1971 die Gruppe Deep Purple ein. Nach dem Brand des Casinos wurde dort mit dem mobilen Tonstudio der Rolling Stones das Album Machine Head aufgenommen. Die einzige Aufnahme, die nicht dort entstand, war Smoke on the Water. Inspiriert von der Zerstörung des Casinos am 4. Dezember, während einer Veranstaltung des Montreux Jazz Festivals, hatte Ian Gillan den Text des Liedes verfasst. Im Jahr 2016 kehrten Deep Purple erstmals an den Erstehungsort ihres erfolgreichsten Albums zurück.
Im Jahr 1975 stellte das Hotel den Betrieb ein. Teile wurden in ein Theater umgewandelt, während andere Räume mit dem «Audiorama» audiovisuelles Kulturgut beherbergten. Im Januar 1984 und im September 2012 erlitt das Theater Brandschäden. Das «Audiorama» wurde 2008 geschlossen und zog 2012 in das Museum «Enter» in Solothurn um. Seitdem wurden Teil des Gebäudes Renovationen unterzogen.

## Denkmalschutz
Die Gebäude bzw. deren Ensemble sind seit 2002 im Schweizerischen Inventar der Kulturgüter von nationaler Bedeutung (Kategorie A) eingetragen.

## Belege
1. ↑  Claude Béda: Deep Purple revient sur le lieu où est né «Smoke on the Water». In: Tribune de Genève. 18. Juli 2016, abgerufen am 27. November 2021.
2. ↑  Kantonsliste A- und B-Objekte Kanton VD. Schweizerisches Kulturgüterschutzinventar mit Objekten von nationaler (A-Objekte) und regionaler (B-Objekte) Bedeutung. In: Bundesamt für Bevölkerungsschutz BABS – Fachbereich Kulturgüterschutz, 1. Januar 2024, S. 11, (PDF; 390 kB, 11, Revision KGS-Inventar 2021 (Stand: 1. Januar 2023), Zusatzinformationen zum Objekt des KGS-Inventars auf geo.admin.ch).

Koordinaten: 46° 25′ 32,2″ N, 6° 55′ 25,4″ O; CH1903: 560418 / 141715